# Campionati africani di badminton 2021
I Campionati africani di badminton 2021 si sono svolti a Kampala, in Uganda, dal 21 al 28 ottobre 2021. È stata la 24ª edizione del torneo, organizzato dalla Badminton Confederation of Africa.

## Podi
| Evento              | Oro                                | Argento                            | Bronzo                                  |
| Singolare maschile  | Adham Hatem Elgamal                | Ahmed Salah                        | Mohamed Mostafa Kamel                   |
| Singolare maschile  | Adham Hatem Elgamal                | Ahmed Salah                        | Kalombo Mulenga                         |
| Singolare femminile | Johanita Scholtz                   | Doha Hany                          | Mounib Celia                            |
| Singolare femminile | Johanita Scholtz                   | Doha Hany                          | Fadilah Mohamed Rafi                    |
| Doppio maschile     | Koceila Mammeri Youcef Sabri Medel | Abdelrahman Abdelhakim Ahmed Salah | Jarred Elliott Robert Summers           |
| Doppio maschile     | Koceila Mammeri Youcef Sabri Medel | Abdelrahman Abdelhakim Ahmed Salah | Kenneth Comfort Mwambu Israel Wanagalya |
| Doppio femminile    | Amy Ackerman Johanita Scholtz      | Mounib Celia Tanina Mammeri        | Fadilah Mohamed Rafi Tracy Naluwooza    |
| Doppio femminile    | Amy Ackerman Johanita Scholtz      | Mounib Celia Tanina Mammeri        | Husina Kobugabe Gladys Mbabazi          |
| Doppio misto        | Koceila Mammeri Tanina Mammeri     | Adham Hatem Elgamal Doha Hany      | Robert White Deidre Laurens Jordaan     |
| Doppio misto        | Koceila Mammeri Tanina Mammeri     | Adham Hatem Elgamal Doha Hany      | Jarred Elliott Amy Ackerman             |
| Squadra mista       | Egitto                             | Algeria                            | Sudafrica                               |
| Squadra mista       | Egitto                             | Algeria                            | Uganda                                  |